# 데메트리우스 (희곡)

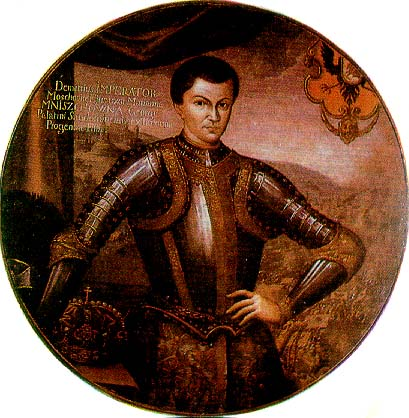
역사적 데메트리우스의 초상화

《데메트리우스》(Demetrius)는 프리드리히 실러가 죽음으로 인해 완성하지 못한 2막 3장의 미완성 희곡이다. 실러가 <데메트리우스>를 위해서 수집한 기초 자료에 따르면 당시 폴란드 사람들은 자유롭고 독립적인 정신을 가졌지만, 러시아 사람들은 노예적인 정신을 가졌다. 데메트리우스는 그러한 러시아 사람들을 경멸했다.
폴란드 사람들은 공화국의 자유를 원하며, 모든 관직을 수여하는 왕도 의회의 허락 없이는 귀족에게 관직을 빼앗을 수 없었다. 의원들은 의회에서 왕에게 진실을 알리는 역할도 했지만, 간혹 가난하고 미천한 처지의 귀족들은 무슨 사안인지도 모른 채 자신을 고용한 귀족의 편에 서기도 했다.
의회에서 자신에게 이익이 되는 안건을 승인받으려면 미천한 귀족들에게 재정적인 지원을 해야 했다. 그 때문에 귀족들은 자신이 고용한 귀족들을 ‘친애하는 형제’라고 부르기도 했다. 실러는 이러한 기초 자료 조사를 거쳐 <데메트리우스>를 비극으로 구상했다.

## 데메트리우스의 성립
1801년 여름 상트페테르부르크, 바이마르의 왕자 카를 프리드리히와 러시아의 영주 마리아 파블로브나의 결혼식이 있었다. 친구 빌헬름 폰 볼초겐이 결혼식에 참석하기 위해 페테르부르크를 방문한 일을 계기로 실러는 러시아 역사에 관심을 가진다. 이듬해 러시아 역사를 소재로 ＜모스크바의 피비린내 나는 결혼식(Die Bluthochzeit zu Moskau)＞이라는 제목의 작품을 계획했는데, 준비 과정에서 러시아 역사 속 인물인 드미트리의 운명에 큰 흥미를 느낀다. 이후 ＜바르베크(Warbeck)＞와 ＜집의 아이들(Kinder des Hauses)＞을 완성할 계획을 포기하고, 대신 1805년 1월부터 4월까지 집중적으로 ＜데메트리우스＞ 집필에 열중했다. 결국 완성하지 못하고 세상을 떠난 그의 책상 위에는 데메트리우스의 어머니 마르파의 독백을 적은 종이가 놓여 있었다.

## 실러의 최초 구상
실러가 ＜데메트리우스＞를 위해서 수집한 기초 자료에 따르면 당시 폴란드 사람들은 자유롭고 독립적인 정신을 가졌지만, 러시아 사람들은 노예적인 정신을 가졌다. 데메트리우스는 그러한 러시아 사람들을 경멸했다.
폴란드 사람들은 공화국의 자유를 원하며, 모든 관직을 수여하는 왕도 의회의 허락 없이는 귀족에게 관직을 빼앗을 수 없었다. 의원들은 의회에서 왕에게 진실을 알리는 역할도 했지만, 간혹 가난하고 미천한 처지의 귀족들은 무슨 사안인지도 모른 채 자신을 고용한 귀족의 편에 서기도 했다. 의회에서 자신에게 이익이 되는 안건을 승인받으려면 미천한 귀족들에게 재정적인 지원을 해야 했다. 그 때문에 귀족들은 자신이 고용한 귀족들을 ‘친애하는 형제’라고 부르기도 했다. 실러는 이러한 기초 자료 조사를 거쳐 ＜데메트리우스＞를 비극으로 구상했다.
＜데메트리우스＞를 위한 사전 준비, 메모, 수정 전의 1막이 남아 있는데, 실러의 구상에 따르면 5막으로 구성된 이 작품에서 데메트리우스는 결국 처형을 당하는 비극적인 종말을 맞는다.